# Lex loci celebrationis
Lex loci celebrationis là một thuật ngữ tiếng Latinh để chỉ "luật nơi tiến hành hôn nhân" hay "luật nơi cử hành hôn nhân" trong xung đột pháp luật. Xung đột pháp luật là một nhánh của tư pháp quốc tế điều chỉnh mọi vụ việc pháp lý có sự tham gia của yếu tố "nước ngoài", trong đó các khác biệt về kết quả sẽ xảy ra, phụ thuộc vào việc hệ thống luật pháp nào được áp dụng.

## Giải thích
Khi một vụ việc pháp lý được đưa ra trước tòa án và tất cả mọi đặc điểm, tính chất của nó mang tính chất địa phương, thì tòa án sẽ áp dụng nguyên tắc lex fori (luật tòa án- tức là luật hiện đang có hiệu lực tại khu vực đó), để ra phán quyết cho vụ việc. Nhưng nếu trong vụ việc này có các yếu tố "nước ngoài", thì tòa án phải có trách nhiệm lưu ý tới xung đột pháp luật để cân nhắc: 
- Tòa án có hay không có quyền tài phán để tiếp nhận và xem xét vụ việc (xem thêm vấn đề lựa chọn tòa án);
- Sau đó tòa án phải nêu ra các đặc trưng của các vấn đề, nghĩa là định vị nền tảng thực tế của vụ việc vào các lớp tương ứng của nó; và
- Áp dụng các quy tắc lựa chọn luật để quyết định luật nào sẽ được áp dụng đối với mỗi lớp pháp lý này.

Lex loci celebrationis là một lựa chọn quy tắc luật được áp dụng cho vụ việc pháp lý trong thử nghiệm hiệu lực pháp lý của một cuộc hôn nhân. Ví dụ, giả sử một cá nhân cư trú tại Scotland và một cá nhân khác cư trú tại Pháp, cả hai đều theo đạo Hồi, tiến hành một hôn lễ theo kiểu Hồi giáo tại Pakistan là nơi mà gia đình của hai bên bắt nguồn từ đó. Hôn lễ này không được đăng ký với chính quyền Pakistan nhưng họ có thiết lập một chỗ ở chung cho cuộc hôn nhân tại Karachi. Sau một năm, họ quay trở lại châu Âu. Đối với mục đích nhập cư và các mục đích khác, việc họ có phải là vợ chồng hay không cần phải dẫn chiếu tới luật Pakistan, do đây là luật có liên quan trực tiếp nhất, nhờ đó người ta có thể quyết định chính xác bản chất của cuộc hôn lễ mà họ đã tiến hành cũng như hậu quả của việc không đăng ký cuộc hôn nhân này. Nếu như hôn lễ này trên thực tế hội tụ đủ các yếu tố để có thể coi là một cuộc hôn nhân hợp pháp theo luật Pakistan và không có vấn đề gì phát sinh đối với trật tự công cộng theo như lex domicilii (luật nơi cư trú) của từng cá nhân cũng như theo lex fori (luật tòa án), thì họ sẽ được coi như là đã có hôn nhân hợp pháp đối với mọi mục đích, nghĩa là nó sẽ là kết quả in rem (quyền của tòa án đối với (chống lại) một điều (một vật) nào đó).